# اکسل شولز (بازیکن فوتبال)
اکسل شولز (انگلیسی: Axel Schulz؛ زادهٔ ۲۰ مهٔ ۱۹۵۹) بازیکن فوتبال اهل آلمان است.
از باشگاه‌هایی که در آن بازی کرده‌است می‌توان به باشگاه فوتبال هانزا روستوک اشاره کرد.